# Cristóbal Colón (Sabanilla)
Cristóbal Colón es una localidad del estado mexicano de Chiapas. Es parte del municipio de Sabanilla.

## Toponimia
El nombre de la localidad rinde homenaje a Cristóbal Colón, navegante responsable del Descubrimiento de América.

## Demografía
| Gráfica de evolución demográfica |
|                                  |

| Censo | Población |
| ----- | --------- |
| 1910  | 231       |
| 1921  | 41        |
| 1930  | 196       |
| 1940  | 197       |
| 1950  | 134       |
| 1960  | 272       |
| 1970  | 346       |
| 1980  | 411       |
| 1990  | 605       |
| 2000  | 800       |
| 2010  | 1 000     |
| 2020  | 1 065     |